# Paola Dominguín
Paola González Dominguín, més coneguda com a Paola Dominguín (Madrid, 5 de novembre de 1960), és una actriu, emprenedora i dissenyadora de moda espanyola.

## Biografia
Filla del torero espanyol Luis Miguel Dominguín i de l'actriu italiana Lucia Bosè, és germana petita del cantant i actor hispano-italià Miguel Bosé. Va estudiar dansa, mim i interpretació al Lycée Français de Madrid. Més tard, va aconseguir entrar a l'escola de mim de Marcel Marceau a París. Finalment, es va acabar dedicant al món de la moda i l'any 2005 va llançar la seva pròpia marca de moda. Va estar casada amb l'actor espanyol José Coronado, amb qui va tenir un fill, Nicolás.
És coneguda a Itàlia per haver presentat el Festival de Música de Sanremo 1989 juntament amb Rosita Celentano, Danny Quinn i Gianmarco Tognazzi, cosa que va fer el seu germà l'any anterior 
Entre les seves pel·lícules destaquem California de 1977 de Michele Lupo al costat de Giuliano Gemma i el seu germà Miguel i Hable con ella de 2002 pel director espanyol Pedro Almodóvar.
El 15 de febrer de 2013 va tornar a l'escenari del Teatro Ariston durant la quarta vetllada del Festival de Sanremo, com a convidada juntament amb els altres tres directors de l'edició del 1989.